# 251P/LINEAR
251P/LINEAR, komet Jupiterove obitelji